# Copa do Mundo de Voleibol Feminino de 1981
A Copa do Mundo de Voleibol Feminino de 1981 foi a 3ª edição do torneio organizado pela Federação Internacional de Voleibol (FIVB) a cada quatro anos. Foi disputada de 6 de novembro a 16 de novembro, em quatro cidades japonesas. Oito seleções disputaram o certame vencido pela China.

## Formato de disputa
A competição foi disputada por oito seleções no sistema de pontos corridos, onde todos enfrentaram todos em um grupo único. A equipe que somou mais pontos ao final de sete jogos foi declarada campeã. O vencedor de uma partida somou dois pontos na classificação; a derrota rendeu um ponto.

## Equipes participantes
| Equipe          | Qualificação                     | Última participação |
| --------------- | -------------------------------- | ------------------- |
| Japão           | País-sede                        | Japão 1977          |
| Brasil          | Campeonato Sul-Americano de 1981 | Japão 1977          |
| Bulgária        | Campeonato Europeu de 1981       | Estreante           |
| China           | Campeonato Asiático de 1981      | Japão 1977          |
| Coreia do Sul   | Convidado                        | Japão 1977          |
| Cuba            | Campeonato Mundial de 1978       | Japão 1977          |
| Estados Unidos  | Campeonato NORCECA de 1981       | Japão 1977          |
| União Soviética | Jogos Olímpicos de 1980          | Japão 1977          |

## Classificação
|     |                 |     | Jogos | Jogos | Jogos | Sets | Sets | Sets  | Pontos | Pontos | Pontos |
| Pos | Equipe          | Pts | T     | V     | D     | V    | P    | R     | V      | P      | R      |
| --- | --------------- | --- | ----- | ----- | ----- | ---- | ---- | ----- | ------ | ------ | ------ |
| 1   | China           | 14  | 7     | 7     | 0     | 21   | 4    | 5.250 | 364    | 216    | 1.685  |
| 2   | Japão           | 12  | 7     | 5     | 2     | 19   | 7    | 2.714 | 361    | 246    | 1.467  |
| 3   | União Soviética | 12  | 7     | 5     | 2     | 15   | 7    | 2.143 | 267    | 237    | 1.127  |
| 4   | Estados Unidos  | 12  | 7     | 5     | 2     | 17   | 9    | 1.889 | 335    | 280    | 1.196  |
| 5   | Coreia do Sul   | 10  | 7     | 3     | 4     | 9    | 14   | 0.643 | 265    | 281    | 0.943  |
| 6   | Cuba            | 9   | 7     | 2     | 5     | 10   | 16   | 0.625 | 296    | 332    | 0.892  |
| 7   | Bulgária        | 8   | 7     | 1     | 6     | 5    | 19   | 0.263 | 198    | 335    | 0.591  |
| 8   | Brasil          | 7   | 7     | 0     | 7     | 1    | 21   | 0.048 | 166    | 325    | 0.511  |

## Resultados

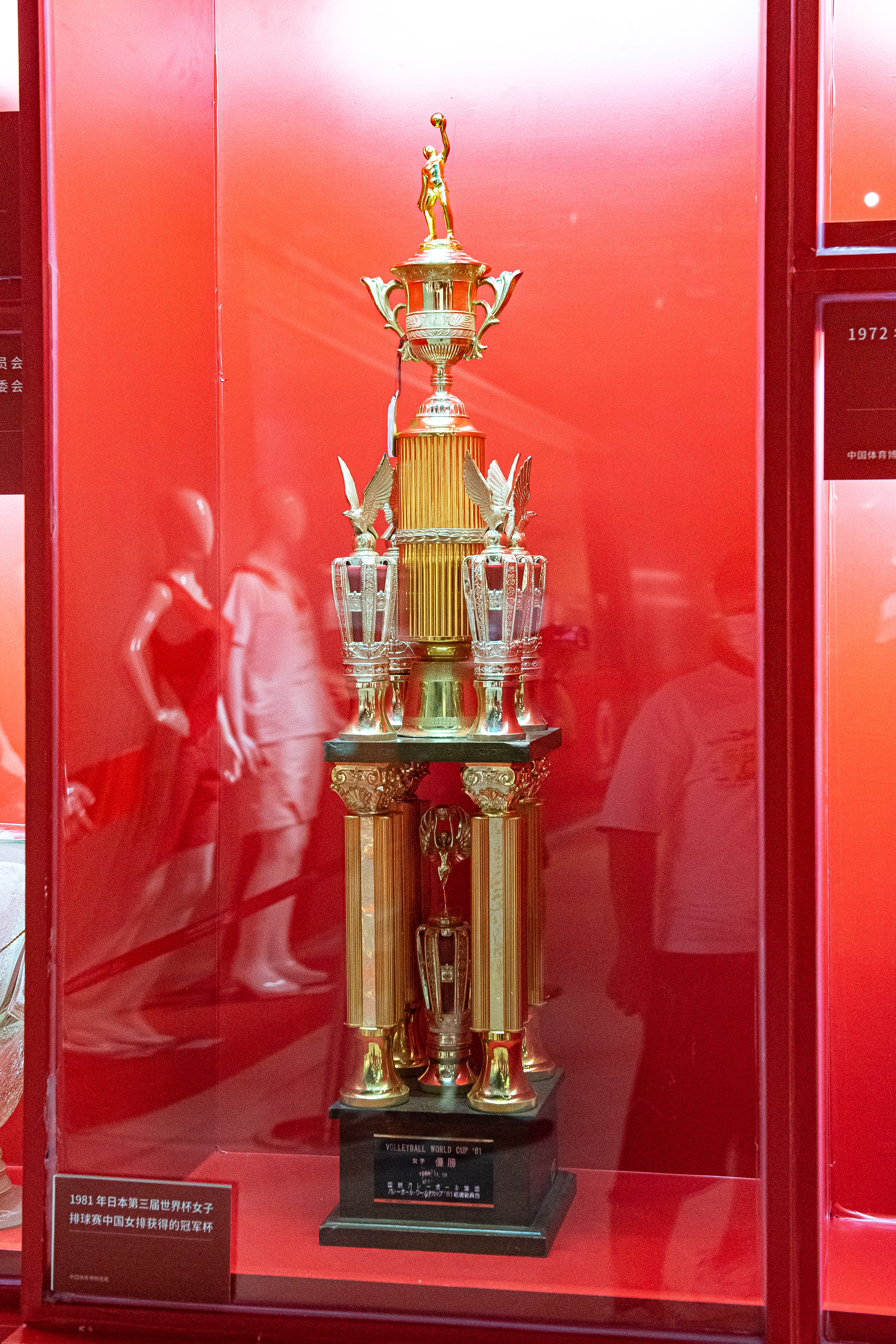
Troféu do Copa do Mundo de Vôlei Feminino de 1981.

| Data   | Equipe #1       | Placar | Equipe #2       | 1º Set | 2º Set | 3º Set | 4º Set | 5º Set | Total | Cidade | Público |
| ------ | --------------- | ------ | --------------- | ------ | ------ | ------ | ------ | ------ | ----- | ------ | ------- |
| 06 nov | China           | 3–0    | Brasil          | 15–4   | 15–5   | 15–3   |        |        | 45–12 |        |         |
| 06 nov | Japão           | 3–0    | União Soviética | 15–1   | 15–5   | 15–3   |        |        | 45–9  |        |         |
| 06 nov | Cuba            | 3–1    | Bulgária        | 12–15  | 16–14  | 15–12  | 15–5   |        | 58–46 |        |         |
| 06 nov | Estados Unidos  | 3–0    | Coreia do Sul   | 15–8   | 15–12  | 15–6   |        |        | 45–26 |        |         |
| 08 nov | China           | 3–0    | União Soviética | 15–4   | 16–14  | 15–0   |        |        | 46–18 |        |         |
| 08 nov | Japão           | 3–0    | Coreia do Sul   | 15–8   | 15–11  | 15–7   |        |        | 45–26 |        |         |
| 08 nov | Cuba            | 3–0    | Brasil          | 15–6   | 15–5   | 15–10  |        |        | 45–21 |        |         |
| 08 nov | Estados Unidos  | 3–0    | Bulgária        | 15–3   | 15–9   | 15–3   |        |        | 45–15 |        |         |
| 10 nov | Estados Unidos  | 3–1    | Cuba            | 15–11  | 15–5   | 7–15   | 15–3   |        | 52–34 |        |         |
| 10 nov | Japão           | 3–0    | Bulgária        | 15–1   | 15–7   | 15–3   |        |        | 45–11 |        |         |
| 10 nov | União Soviética | 3–0    | Brasil          | 15–8   | 15–5   | 15–5   |        |        | 45–18 |        |         |
| 10 nov | China           | 3–1    | Coreia do Sul   | 15–12  | 15–9   | 15–8   |        |        | 45–29 |        |         |
| 11 nov | China           | 3–0    | Bulgária        | 15–6   | 15–3   | 15–6   |        |        | 45–15 |        |         |
| 11 nov | União Soviética | 3–0    | Coreia do Sul   | 15–11  | 15–6   | 16–14  |        |        | 46–31 |        |         |
| 11 nov | Estados Unidos  | 3–0    | Brasil          | 15–4   | 15–12  | 15–10  |        |        | 45–26 |        |         |
| 11 nov | Japão           | 3–1    | Cuba            | 15–13  | 14–16  | 15–5   |        |        | 59–40 |        |         |
| 13 nov | Estados Unidos  | 3–2    | Japão           | 15–10  | 11–15  | 15–15  | 12–15  | 15–9   | 68–62 |        |         |
| 13 nov | Coreia do Sul   | 3–0    | Brasil          | 15–5   | 15–6   | 15–13  |        |        | 45–24 |        |         |
| 13 nov | União Soviética | 3–2    | Bulgária        | 15–11  | 15–11  | 13–15  | 15–5   |        | 58–42 |        |         |
| 13 nov | China           | 3–0    | Cuba            | 15–4   | 15–13  | 15–9   |        |        | 45–26 |        |         |
| 15 nov | China           | 3–2    | Estados Unidos  | 15–8   | 13–15  | 15–11  | 14–16  | 15–6   | 72–56 |        |         |
| 15 nov | Japão           | 3–0    | Brasil          | 15–3   | 15–10  | 15–13  |        |        | 45–26 |        |         |
| 15 nov | Coreia do Sul   | 3–0    | Bulgária        | 15–5   | 15–6   | 15–3   |        |        | 45–14 |        |         |
| 15 nov | União Soviética | 3–0    | Cuba            | 15–8   | 16–14  | 15–7   |        |        | 46–31 |        |         |
| 16 nov | Bulgária        | 3–1    | Brasil          | 10–15  | 15–8   | 15–7   | 15–9   |        | 55–39 |        |         |
| 16 nov | Coreia do Sul   | 3–2    | Cuba            | 11–15  | 7–15   | 15–10  | 15–11  | 15–11  | 63–62 |        |         |
| 16 nov | União Soviética | 3–0    | Estados Unidos  | 15–11  | 15–4   | 15–9   |        |        | 45–24 |        |         |
| 16 nov | China           | 3–2    | Japão           | 15–8   | 15–7   | 12–15  | 7–15   | 17–15  | 66–60 |        |         |